# رالستونيا

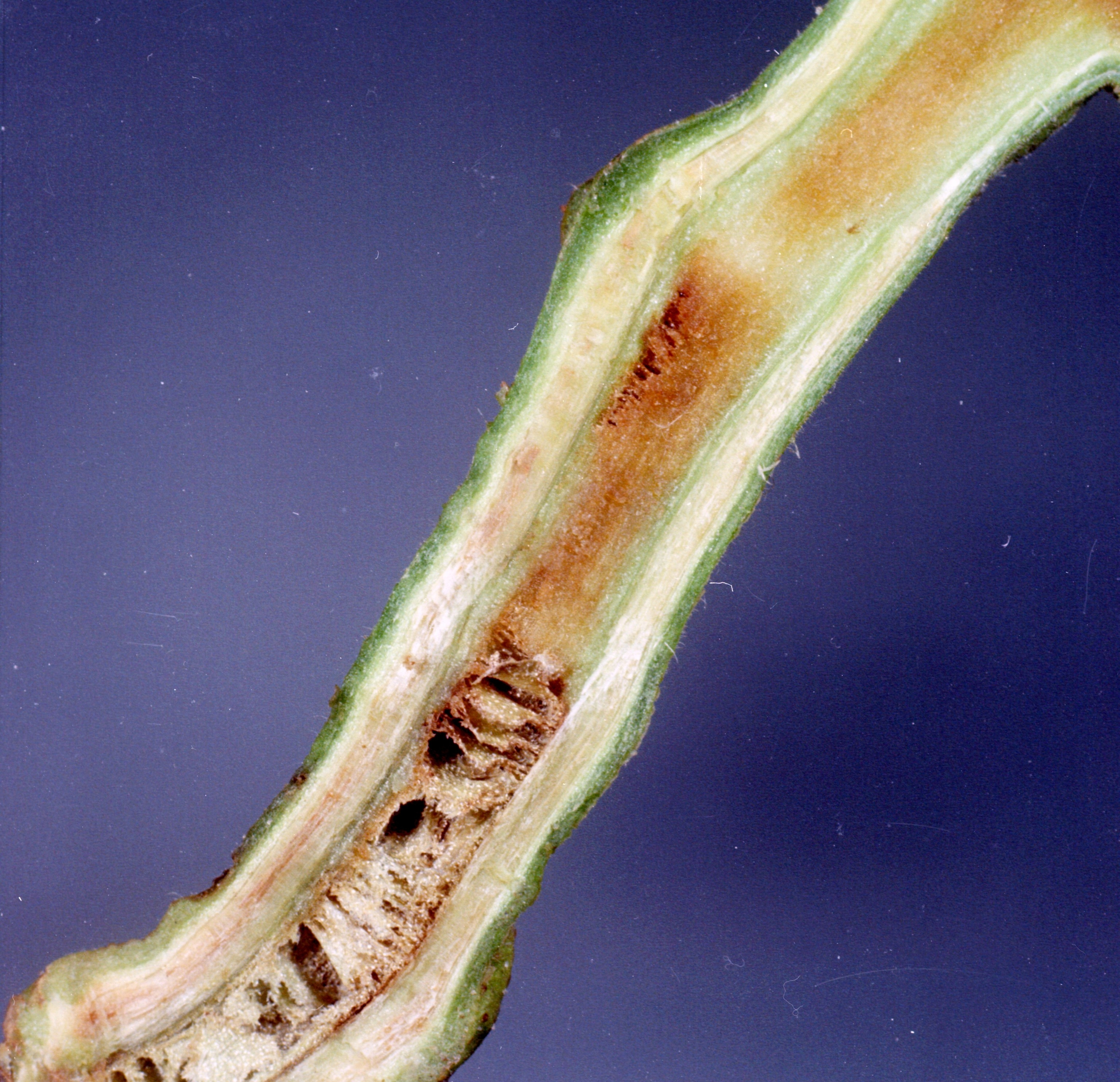

بكتيريا رالستونيا ، تنتمي لطائفة متقلبات بيتا وقد تم تصنيفها كزائفة.
تم إعادة تصنيف بعض أنواع رالستونيا في طائفة كوبريافيديوس :
- كوبريافيديوس باسيلنسيس (ستينل و إل. 1999) فاندام آند كوينيي 2004
- كوبريافيديوس كامبيننسيس (غوري  و إل. 2001) فاندام آند كوينيي 2004
- كوبريافيديوس غيلاردي (كوينيي و إل. 1999) فاندام آند كوينيي 2004
- كوبريافيديوس غيلاردي ماتيلدرانس (غوري و إل. 2001) فاندام آند كوينيي 2004 2004
- كوبريافيديوس نيكاتور مكار آند كاسيدا 1987 (تيبوسارت)
- كوبريافيديوس أوكساليتيكس (ساهين و إل. 2000) فاندام آند كوينيي 2004
- كوبريافيديوس بوكالاس (غوري و إل. 1999) فاندام آند كوينيي 2004
- كوبريافيديوس بيناتوبينسيس ساتو و إل. 2006
- كوبريافيديوس راسبيكيولاي (كوينيي و إل. 2003) فاندام آند كوينيي 2004
- كوبريافيديوس تايوانانسيس(تشين و إل. 2001) فاندام آند كوينيي 2004

## أنواع خاصة
رالستونيا سولانايسروم من البكتيريا المسببة للأمراض للعديد من النباتات.